# مايك كيلي (سياسي أمريكي)
مايك كيلي (بالإنجليزية: Mike Kelly)‏ هو شخصية أعمال وسياسي أمريكي، ولد في 6 مايو 1942 في تاكوما في الولايات المتحدة، وتوفي في 7 ديسمبر 2016. حزبياً، نشط في الحزب الجمهوري. وقد انتخب عضو مجلس نواب ألاسكا.